# Тещук, Эрин
Эрин Тещук (англ. Erin Teschuk; род. 25 октября 1994, Виннипег) — канадская легкоатлетка, специалистка по стипльчезу, бегу на средние и длинные дистанции. Выступает за сборную Канады по лёгкой атлетике с 2015 года, победительница и призёрка ряда крупных стартов национального значения, двукратная чемпионка Канады в беге на 3000 метров с препятствиями, участница летних Олимпийских игр в Рио-де-Жанейро.

## Биография
Эрин Тещук родилась 25 октября 1994 года в Виннипеге, Манитоба.
С 2010 года успешно выступала на различных юношеских и юниорских соревнованиях по лёгкой атлетике, вышла на национальных уровень.
Продолжила спортивную карьеру во время учёбы в Университете штата Северная Дакота, в 2012—2016 годах состояла в университетской легкоатлетической команде North Dakota State Bison, с которой принимала участие во множестве студенческих стартов, соревнуясь в беге на средние дистанции и в стипльчезе. Завоевала в общей сложности 15 титулов Summit League, участвовала в чемпионатах первого дивизиона Национальной ассоциации студенческого спорта (NCAA), 7 раз получала статус всеамериканской спортсменки.
Впервые заявила о себе на международном уровне в сезоне 2015 года, когда после победы на чемпионате Канады в Эдмонтоне вошла в основной состав канадской сборной и выступила на домашних Панамериканских играх в Торонто, где в зачёте бега на 3000 метров с препятствиями заняла четвёртое место. Позднее также бежала стипльчез на чемпионате мира в Пекине — на предварительном квалификационном этапе установила свой личный рекорд (9:40.07), но в финал не вышла.
В 2016 году защитила звание чемпионки Канады в беге на 3000 метров с препятствиями. Выполнив олимпийский квалификационный норматив (9.45.00), благополучно прошла отбор на летние Олимпийские игры в Рио-де-Жанейро — в программе стипльчеза показала время 9:53.70, чего оказалось недостаточно для выхода в финал.
В 2021 году пыталась отобраться на Олимпийские игры в Токио, однако на отборочном национальном турнире в Монреале заняла лишь восьмое место.
В 2022 году в беге на 1500 метров стала пятой на чемпионате Северной Америки, Центральной Америки и Карибского бассейна во Фрипорте.
В 2023 году стартовала в смешанной эстафете на чемпионате мира по кроссу в Батерсте, бежала 5000 метров на чемпионате мира в Будапеште.